# Kolegium jezuitów w Bydgoszczy

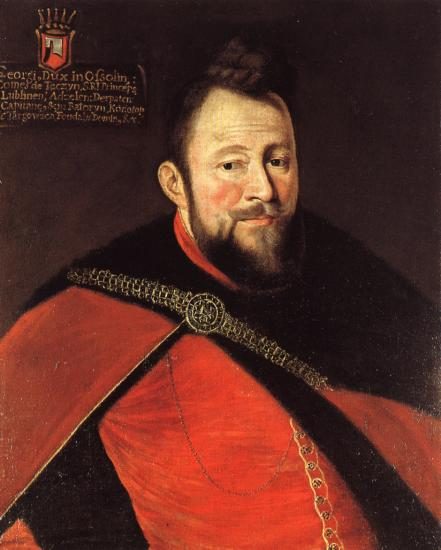
Wielki kanclerz koronny Jerzy Ossoliński (1595-1650) – bydgoski starosta, fundator kolegium

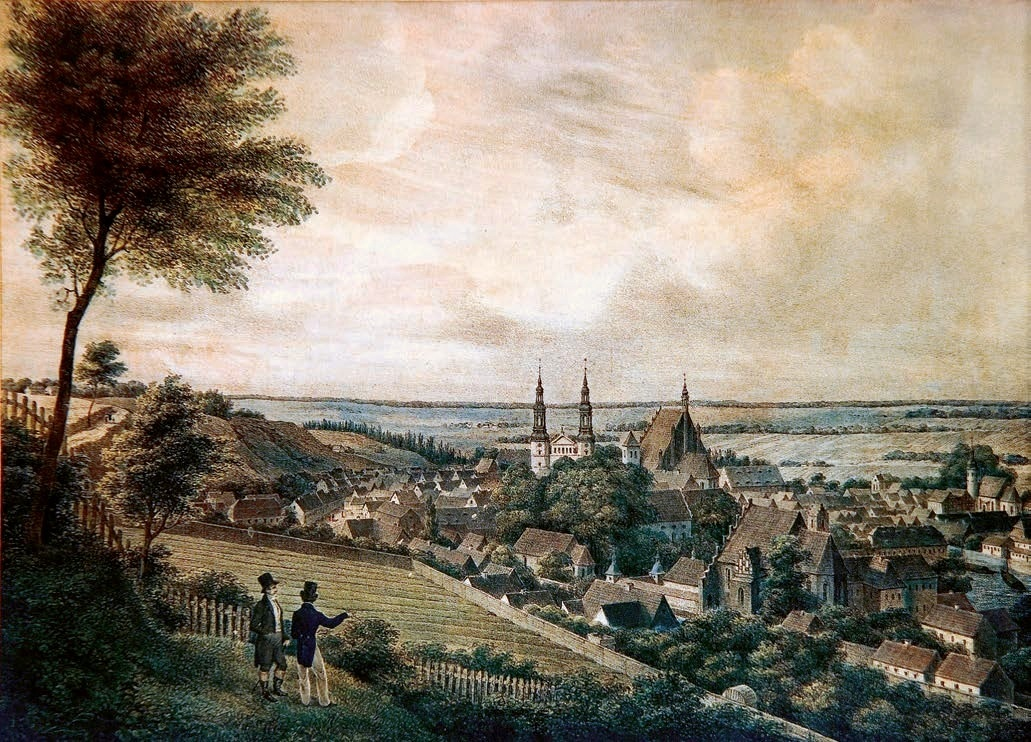
Panorama Bydgoszczy z 1838 r. J.C.Cederholma – barokowe wieże kościoła jezuitów widoczne na pierwszym planie

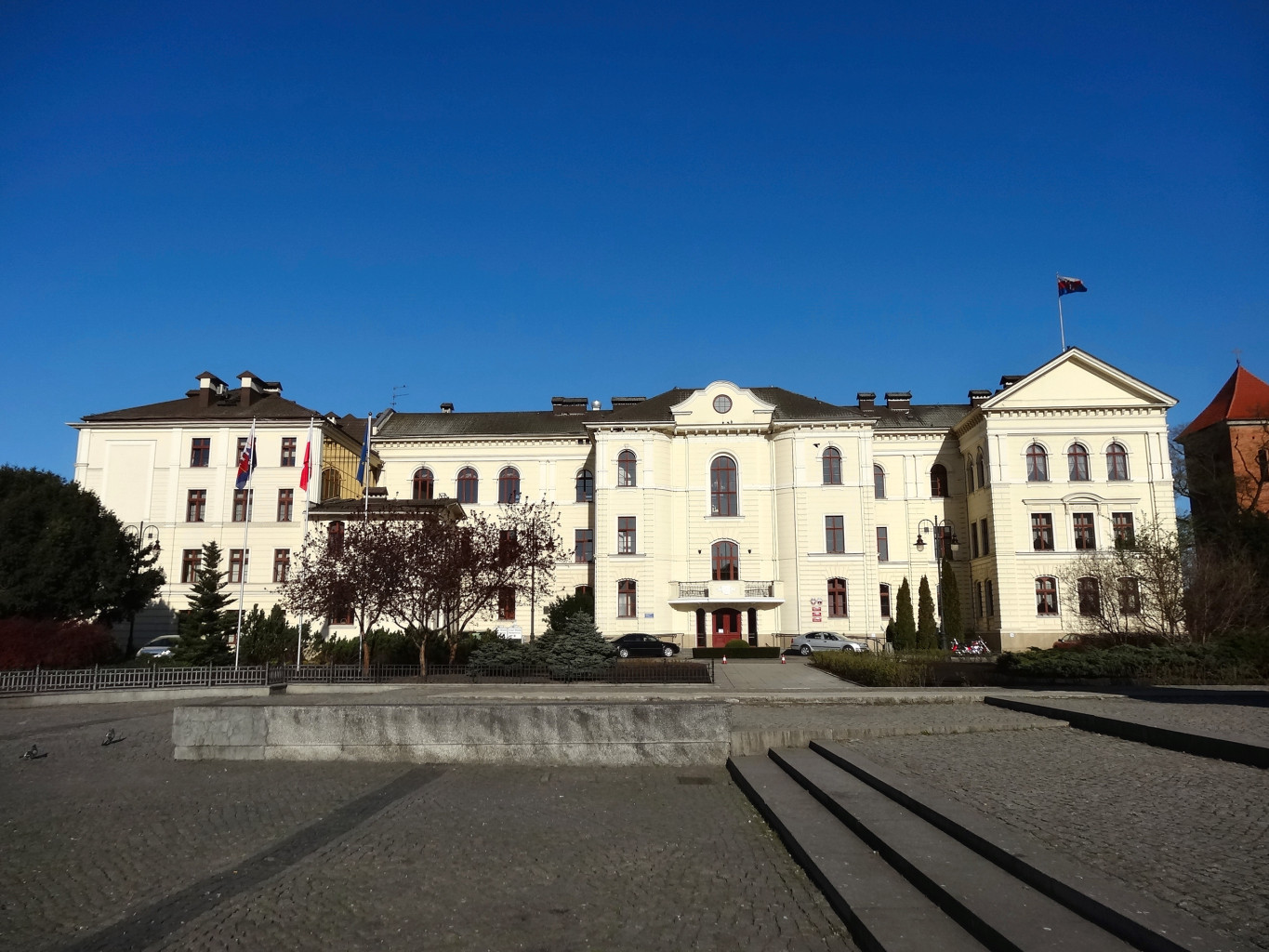
Dawne kolegium jezuickie w Bydgoszczy – obecny ratusz

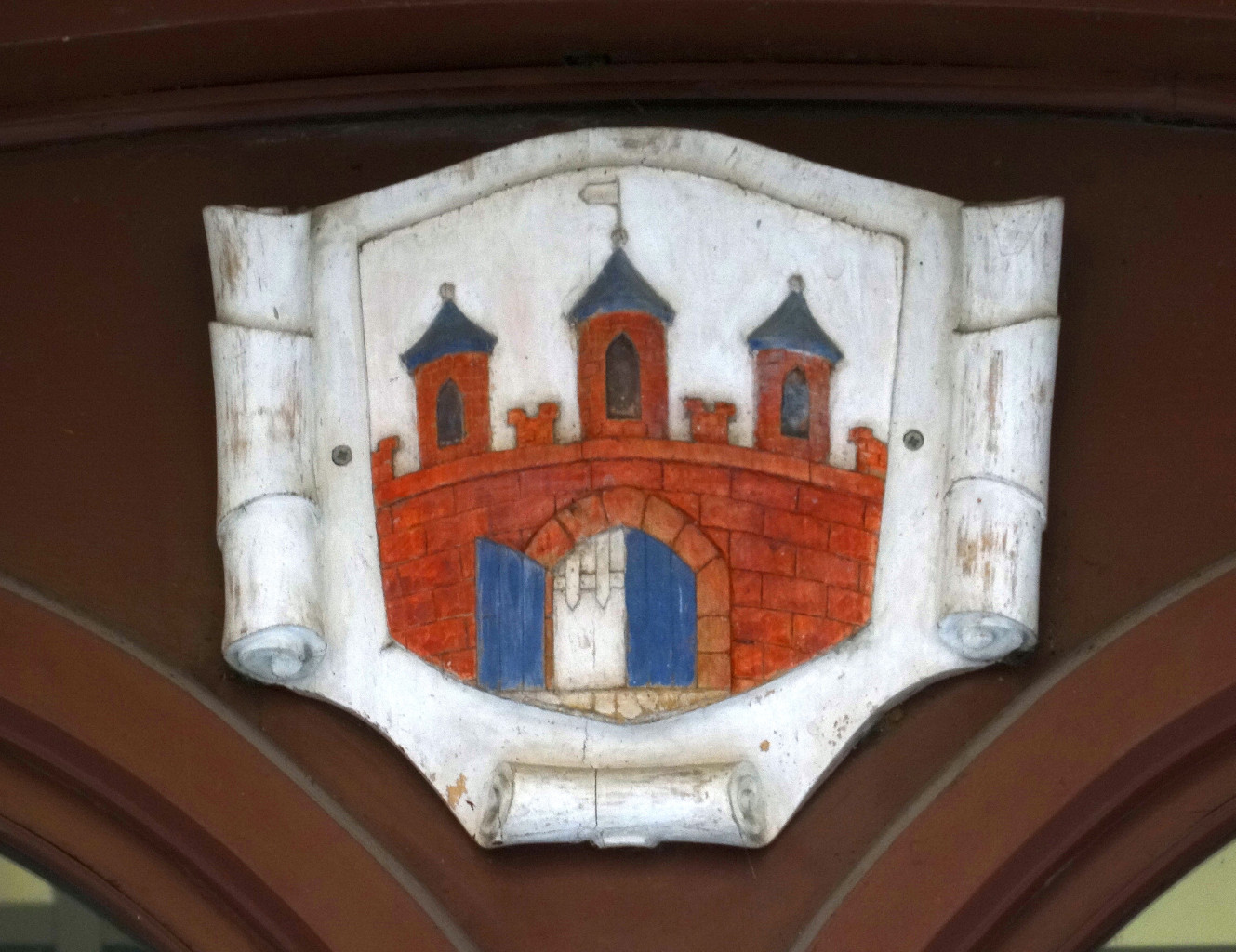
Herb Bydgoszczy na budynku kolegium

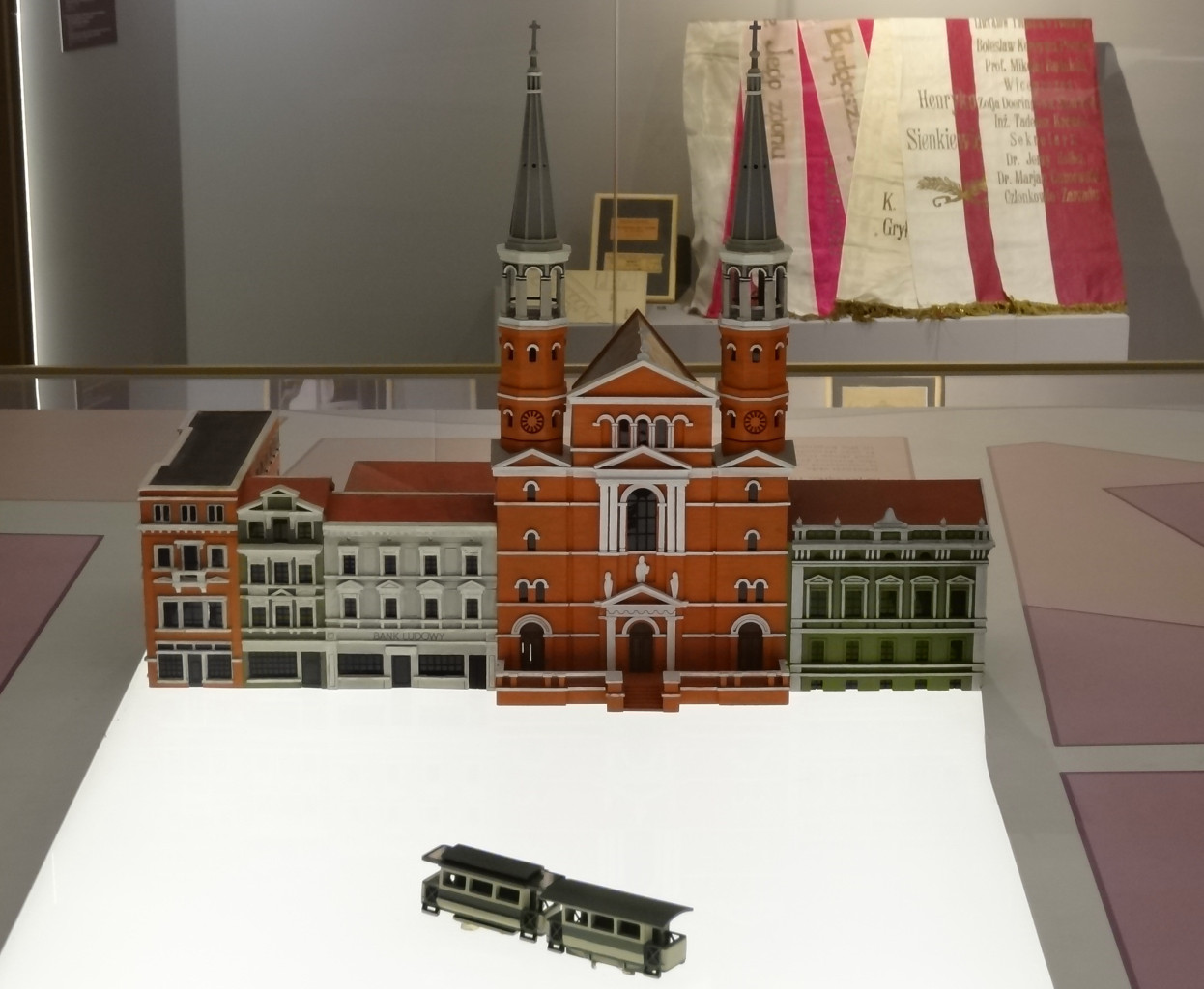
Model zburzonej w 1940 r. zachodniej pierzei Starego Rynku w Bydgoszczy z kościołem jezuickim pw. św. Ignacego Loyoli

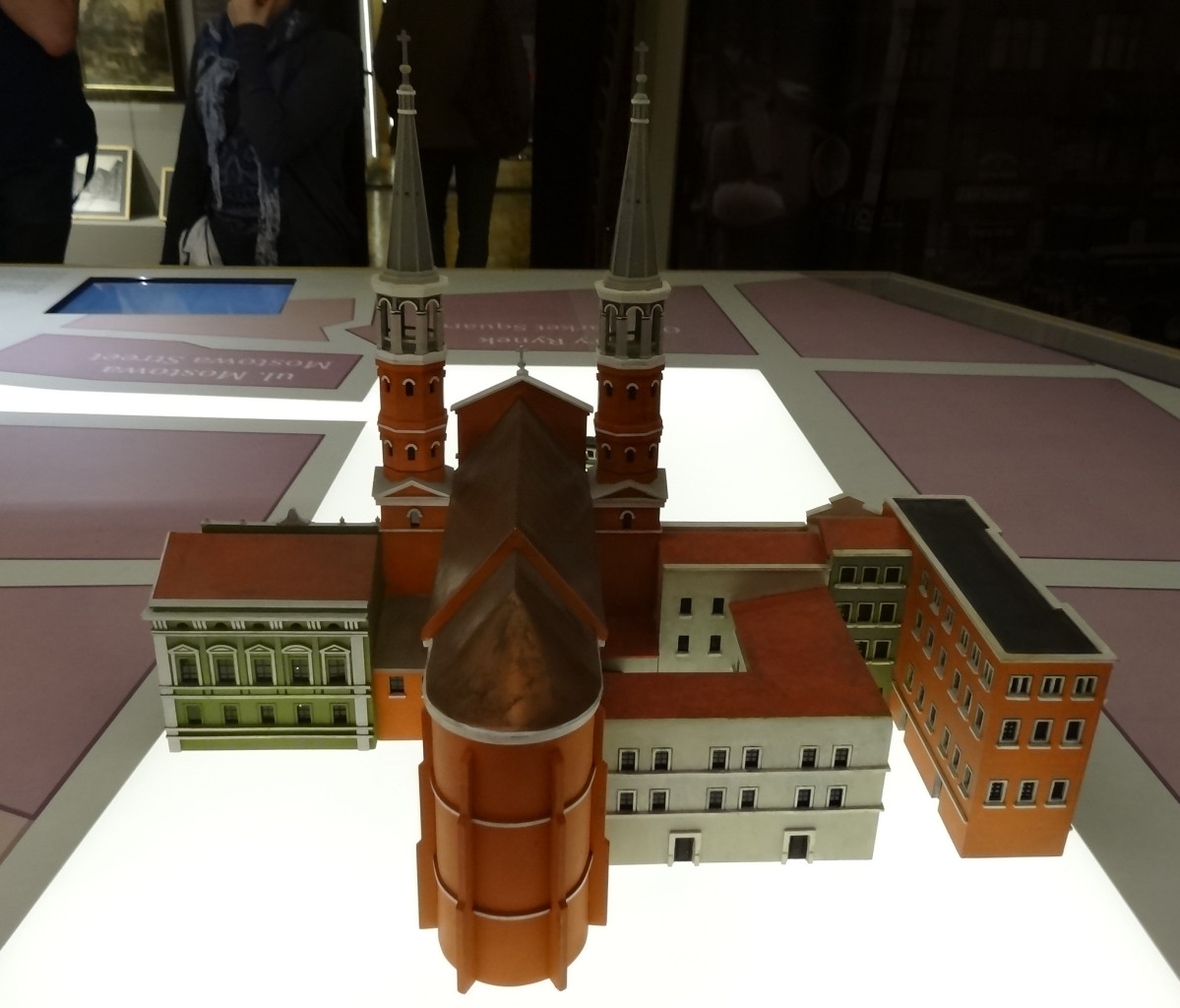
Model kościoła jezuickiego – widok od tyłu

Kolegium jezuitów w Bydgoszczy – uczelnia jezuicka istniejąca w latach 1648–1781 (wcześniej, tj. w latach 1617–1648 jako rezydencja kolegium jezuitów w Toruniu) w Bydgoszczy, prowadząca szkołę średnią oraz działalność misyjną i kulturalną w mieście i okolicy (Kujawy, Krajna, Kaszuby).
Placówka jezuicka w Bydgoszczy kształciła synów bydgoskich mieszczan i okolicznej szlachty, przyczyniła się do rozwoju miejscowego życia kulturalnego, a także odegrała ważną rolę w przygotowywaniu kandydatów na duchownych diecezjalnych i zakonnych.
Jezuici, prowadząc misje, rekolekcje i organizując różne uroczystości kościelne, umacniali katolicyzm wśród mieszkańców Kujaw, Wielkopolski i Pomorza. Wybudowane przez nich kościół i kolegium były ozdobą Bydgoszczy i akcentowały jej miejski charakter.

## Historia

### Powstanie i dzieje kolegium
Bydgoszcz została po raz pierwszy objęta działalnością misyjną zakonu jezuitów w latach 80. i 90. XVI wieku. Prowadzili ją głównie zakonnicy z konwentu w Poznaniu.
Pierwsi jezuici pojawili się na stałe w Bydgoszczy w 1617 r., sprowadzeni głównie dzięki poparciu ks. kanonika Jana Kuczborskiego, biskupa chełmińskiego od 1614 roku, wychowanka jezuitów. Uzyskał na to zgodę władz zakonu, biskupa kujawsko-pomorskiego Wawrzyńca Gembickiego lub Pawła Wołuckiego (sprawował urząd od 16 kwietnia 1616 r.) i kapituły włocławskiej. Do osiedlenia się jezuitów w mieście i istotnie przyczynili się także bydgoscy mieszczanie: Jan Łochowski oraz Adam i Jadwiga z Regulskich Rychłowscy. Jan Łochowski, kupiec handlujący zbożem, ofiarował im kamienicę w pobliżu fary, w której w 1616 roku zamieszkali. Małżonkowie Rychłowscy zaś testamentami z 1617 i 1619 r. obdarzyli jezuitów dwiema kamienicami w rynku, wsią Gogolinem oraz kaplicą w farze.
W kamienicy ofiarowanej przez Jadwigę Rychłowską w 1619 roku zakonnicy zorganizowali dwuklasową szkołę. Kolejne darowizny wniósł Piotr Żeromski starosta bydgoski (1621-1629), który w 1624 roku ofiarował im dużą kamienicę z cegły oraz 140 florenów. Umożliwiło to zmianę statusu placówki z misji na rezydencję.
W następnych latach bydgoscy jezuici pozyskali kolejnych hojnych darczyńców, których darowizny pozwoliły im przekształcić rezydencję w kolegium. Pierwszym z nich było miasto Bydgoszcz, które podarowało jezuitom w 1633 roku miejski folwark Prądy.
W 1638 r. oficjalnym fundatorem placówki został ks. Kasper Działyński, sekretarz królewski, dziekan włocławski (1631), biskup chełmiński w latach 1639–1646. Przeznaczył on dla zakonu wieś Płonkowo w powiecie inowrocławskim, o wartości 17 tys. florenów polskich oraz kamienicę w Bydgoszczy. Dochody uzyskiwane ze wsi miały być przeznaczone do sfinansowania budowy kościoła.
Najhojniejszym dobrodziejem bydgoskiego konwentu został kanclerz wielki koronny Jerzy Ossoliński, wychowanek jezuitów, starosta bydgoski w latach 1632–1645. Poprosił on w 1642 roku wizytatora o. Fabrycego Banfi o zgodę na przejęcie od biskupa Działyńskiego opieki nad bydgoską rezydencją jezuitów. W umowie zawartej 9 kwietnia 1643 r. w Warszawie, biskup zgodził się tylko na przyjęcie Ossolińskiego na współfundatora. Dopiero po śmierci biskupa Kaspra Działyńskiego 19 marca 1646 roku, Jerzy Ossoliński występował samodzielnie jako fundator jezuickiej placówki w Bydgoszczy. Po jego śmierci 9 sierpnia 1650 r. tytuł fundatora przestał być używany, choć dla kolegium zasłużył się jeszcze Jan Stefan Komorowski, chorąży malborski, brat Wojciecha, rektora bydgoskiego kolegium, który pod koniec XVII wieku finansował dokończenie budowy kościoła i kolegium.
W czasie potopu szwedzkiego świątynia i kolegium zostały splądrowane tak, że w 1661 r. placówki omal nie zlikwidowano. Ponowny rozwój przypada na II połowę XVII wieku.
Bydgoska placówka uzyskała status kolegium w 1647 r. Od jej utworzenia do 1755 r. należała do Polskiej Prowincji jezuitów, powołanej w 1608 roku. W 1755 r. została włączona do wielkopolskiej prowincji jezuitów, a po kasacie zakonu w 1773 roku do
prowincji pruskiej, zlikwidowanej ostatecznie w 1780 roku.

### Organizacja i działalność
Bydgoskim kolegium zarządzał rektor mianowany przez generała zakonu na okres trzech lat. Pomagali mu inni zakonnicy sprawujący urzędy, jak np. prefekt (pomagał zarządzać szkołą), prokurator (administrował majątkami placówki), magister fabrica (sprawował nadzór nad budową kościoła i kolegium, a po ich ukończeniu nad remontami i konserwacją).
Zakonnicy jezuiccy dzielili się na trzy grupy: ojców – posiadających święcenia kapłańskie, magistrów – nauczycieli oraz braci – bez święceń kapłańskich.
Rezydencja bydgoska jezuitów podlegała kolegium jezuitów w Toruniu i mieściła początkowo 3 księży (1618 r.), a w 1647 r. otrzymała godność kolegium i obejmowała już 13 księży. 
W II połowie XVII wieku stale przebywało w mieście kilkunastu zakonników, którzy prowadzili prace misyjne, sprawowali duszpasterstwo w swoim kościele w Bydgoszczy i w swoich posiadłościach oraz nauczali w zorganizowanej w Bydgoszczy szkole.
Jezuici odprawiali msze św., nabożeństwa, organizowali uroczystości związane ze świętami kościelnymi i państwowymi (zgony i elekcje królów, zwycięstwa armii polskiej), witali i gościli w kolegium królów Polski i ich gości, ministrów i innych dostojników państwowych, biskupów itp. W celu nadania nabożeństwom odpowiedniej oprawy zgodnie z kanonem epoki baroku, kolegium utrzymywało własną bursę muzyczną.
Bydgoscy jezuici w porozumieniu z parafianami w Chełmnie, Koronowie, Margoninie prowadzili misje w tych miastach w okolicznych wsiach. Od 1680 r. systematycznie aż po 1772 rok prowadzili misje wśród Kaszubów zamieszkujących Pomorze Gdańskie.
Jeden z jezuitów związanych z Bydgoszczą dotarł aż do Chin (1644 r.) Był to Jan Mikołaj Smogulecki – syn starosty bydgoskiego, który wyrzekł się kariery politycznej wstępując do zakonu.

### Budowa kościoła i kolegium
Budowę własnego kościoła i kolegium w Bydgoszczy jezuici rozpoczęli w 1637 r. po uzyskaniu odpowiednich nadań od biskupa Kaspra Działyńskiego, a później od wielkiego kanclerza koronnego Jerzego Ossolińskiego.
Wcześniej zakonnicy nabożeństwa odprawiali w darowanej im kaplicy w farze, a szkołę prowadzili w kamienicy na rynku.
Pracami budowlanymi kierował murator Wojciech Przybyłkowicz, uprzednio pracujący przy wznoszeniu kościołów i innych budynków w jezuickich Ostrorogu (1627-1636, 1640-1641), Jarosławiu (1636-1639) oraz Brześciu Litewskim (1642-1644). Do Bydgoszczy przybył w 1644 roku i kierował pracami budowlanymi do 1653 roku, po czym został przeniesiony do Poznania, gdzie kierował remontem tamtejszego kościoła Jezuitów.
Nie wiadomo, kto był autorem planów budowy kościoła i kolegium ani kto kierował ich budową przed przybyciem brata Wojciecha. Pod jego opieką zakończono na przełomie 1648/1649 roku budowę kościoła, który 27 maja 1649 roku został poświęcony przez archidiakona warszawskiego. W 1650 roku zainstalowano w kościele organy, w latach 1650–1653 wzniesiono wieżę północną o wysokości 48 m, a w latach 1691–1693 identyczną wieżę południową.
Jezuici nadali bydgoskiemu kościołowi wezwanie św. Krzyża i przetrwało ono przez cały okres ich działalności w Bydgoszczy.
Budynek kolegium wzniesiono w latach 1644–1653 pod kierunkiem Wojciecha Przybyłkiewicza. Znajdowały się w nim mieszkania dla 8-17 jezuitów, szkoła z czterema lub pięcioma klasami, aula przystosowana do spektakli teatru szkolnego oraz bursa muzyczna. Rozbudowy budynku dokonywano w latach: 1696, 1697-1702 i 1705-1709 oraz 1726-1740. Kościół i kolegium stanowiły w tym czasie cały kompleks budynków, który stanowił ozdobę rynku bydgoskiego i całego miasta.

### Bydgoska szkoła o.o. jezuitów
Większość historyków zajmujących się bydgoskim kolegium przyznaje, że jezuici założyli już w 1619 roku dwuklasową szkołę złożoną z klas infimy (gramatyki języka łacińskiego) i gramatyki (języka greckiego). Jednak pierwsze wzmianki o nauczycielach bydgoskiego kolegium pochodzą z lat 1641/1642. W rezydencji przebywało wówczas 10 zakonników. Wśród nich było 7 ojców, z których jeden nauczał gramatyki w klasie młodszej, a dwóch – w klasie starszej. Trzecią klasę – syntaksę otworzyli jezuici w 1642 roku. Pełny kurs szkoły średniej z klasą retoryki i etyki miał zostać wdrożony od 1 września 1649 roku na żądanie fundatora Jerzego Ossolińskiego.
Ostatecznie zorganizowano jednak czteroklasowe gimnazjum, w którym pracowało 3 lub 4 zakonników. W kolegium bydgoskim brakowało jedynie najwyższych klas jezuickiego systemu szkolnictwa, mianowicie: filozofii i teologii.
Nauka początkowo odbywała się w kamienicy na rynku, zaś od lat 40. XVII w. w zespole budynków kolegium. W szkole uczyło się ok. 200 uczniów, zorganizowano teatr szkolny, bursę muzyczną, kongregację mariańską. Była to wyróżniająca się w mieście placówka oświatowa i kulturalna, w której uczyli się synowie mieszczan i szlachty nie tylko z Bydgoszczy, ale również z dalszych okolic (Kujawy, Krajna, Gdańsk, Braniewo i in.).
Na prośbę biskupa Mikołaja Wojciecha Gniewosza w bydgoskim kolegium ok. 1650 r. zorganizowano również kurs teologii moralnej dla kleryków diecezji kujawsko-pomorskiej, a w latach 1759–1773 istniał w Bydgoszczy Dom Trzeciej Probacji (roczny kurs przeznaczony dla księży jezuitów przed złożeniem ostatnich ślubów zakonnych).

### Działalność kulturalna
Jezuici stworzyli w mieście profesjonalny teatr (od 1623 r.), dla którego przeznaczono specjalną salę ze sceną sukcesywną, która mogła mieścić ok. 300 osób. Salę tę wykorzystywano aż do 1824 r., kiedy powstał oddzielny budynek teatru miejskiego. Przy placówce istniała również biblioteka, która dwukrotnie była rabowana przez Szwedów: w 1656 i w 1707 r. Była to największa po bibliotece bernardynów książnica w mieście.
Jednak kolegium nie odznaczyło się poważniejszymi osiągnięciami intelektualnymi czy też produkcją wydawniczą; nie miało ono warunków do rozwoju na szerszą skalę, zarówno z powodu istnienia w pobliżu silniejszych i bardziej prężnych ośrodków jezuickich w Toruniu i Grudziądzu, a także dlatego, że już wkrótce po powstaniu tej szkoły nastąpił upadek gospodarczy i kulturalny Bydgoszczy.

### Uposażenie kolegium
Warunkiem istnienia kolegium była możliwość samodzielnego utrzymania zakonników, szkoły i kościoła. Pierwszymi ofiarodawcami na rzecz bydgoskich jezuitów byli miejscowi kupcy zbożowi oraz starosta Piotr Żeroński. Ofarodawcy przekazali łącznie cztery murowane domy. Piątą kamienicę zakonnicy zakupili w 1638 za pieniądze otrzymane od bpa Kaspra Działyńskiego.
Wszystkie kamienice i place, na których były posadowione (w zachodniej pierzei rynku), zostały wykorzystane pod budowę kościoła i kolegium. W 1619 r. jezuici otrzymali wieś Gogolinek, w 1634 r. miejski folwark Prądy, w 1638 r. Płonkowo, a w 1641 r. zakupili wieś Pęchowo w powiecie inowrocławskim. W latach 1646–1661 posiadali ofiarowane im przez Jerzego Ossolińskiego miasteczko Ślesin z wsiami Drzewce, Gorzeń, Górzyn i Minikowo w powiecie nakielskim.
Spis majątku jezuitów bydgoskich z 1780 r. przedstawia oprócz w.w. miejscowości również: Krążkowo, Jezuicką Strugę, Duży i Mały Kruszyn, Murowaniec oraz dom, ogród, browar i karczmę na Gdańskim Przedmieściu w Bydgoszczy. Łącznie między 1619 a 1772 rokiem, do jezuitów bydgoskich należało stale lub okresowo 21 wsi i folwarków, które pochodziły z darowizn lub zakupów. Był to majątek porównywalny do przeciętnej fortuny magnackiej w Wielkopolsce.

## Jezuici związani z kolegium bydgoskim
| Osoba                        | Uwagi |
| Mikołaj Konarzewski          | pierwszy rektor kolegium bydgoskiego (1647–1649), później także rektor kolegium jezuitów w Przemyślu i Ostrorogu |
| Bartłomiej Nataniel Wąsowski | profesor gramatyki (1640–1641), syntaksy (1641–1642) i poezji (1648-1649) oraz rektor kolegium bydgoskiego (1657–1661 oraz 1682–1683), później rektor kolegium w Poznaniu i Jarosławiu, misjonarz na dworze królewskim, prowincjał jezuitów w latach 1678–1682, autor traktatów teologicznych, ascetycznych, architektonicznych oraz dziennika podróży po Europie |
| Wojciech Głazowicz           | profesor w licznych szkołach jezuickich (Kalisz, Lublin, Łuck, Bydgoszcz, Lwów, Krosno, Przemyśl), rektor kolegium bydgoskiego (1705–1709), teolog, filozof |
| Kacper Niesiecki             | profesor w licznych szkołach jezuickich (Jarosław, Bydgoszcz, Chojnice, Kalisz, Krasnystaw), wykładowca retoryki w kolegium bydgoskim (1712–1713), pisarz, leksykograf, autor Herbarza Polskiego |
| Jan Kazimierz Darowski       | wykładowca w kolegium bydgoskim, autor sztuk teatralnych i tłumacz |
| Bartłomiej Paprocki          | wykładowca w kolegium bydgoskim, znany kaznodzieja i mistrz wymowy |

## Budynek kolegium
Główny budynek, w którym znajdował się klasztor i szkoła jezuitów znajduje się przy ul. Jezuickiej 1 i stanowi siedzibę prezydenta i Rady Miasta Bydgoszczy. Jest to jedyny zachowany fragment z dawnego kompleksu zabudowań jezuickich.
Budynek powstał w latach 1644–1653 r. w stylu barokowym z fundacji biskupa Kaspra Działyńskiego i kanclerza wielkiego koronnego, starosty bydgoskiego Jerzego Ossolińskiego. Po 1780 r. mieściły się tu szkoły średnie, a od 1879 został zakupiony przez miasto i stał się siedzibą magistratu.